# Улица Народного движения (Чернигов)
Улица Народного движения (до 2024 года — улица Циолковского) (укр. Вулиця Народного руху) — улица в Новозаводском районе города Чернигова, исторически сложившаяся местность (район) Шерстянка. Пролегает от улиц Степана Бандеры (Попова) и Текстильщиков до перекрёстка улицы Ивана Мазепы и Михайло-Коцюбинского шоссе.
Примыкают переулки Дмитрия Самоквасова, Рабочая, Леонида Пашина, Рассветная, Славянская, Славутичская, Новый переулок (село Павловка).

## История
Козлянская улица — в честь прежнего названия Михайло-Коцюбинского Козёл — проложена в 1930-е годы. После сооружения железной дороги до села Козёл, дорогу к Козлу проложили в другом месте, а старая дорога, которая уже именовалась Старокозлянская начала постепенно застраиваться. 
В 1960 году Старокозлянская улица переименована на улица Циолковского — в честь русского и советского философа, изобретателя, основоположника теоретического космонавтики Константина Эдуардовича Циолковского.
С целью проведения политики очищения городского пространства от топонимов, которые возвеличивают, увековечивают, пропагандируют или символизируют Российскую Федерацию и Республику Беларусь, 10 июля 2024 года улица получила современное название — в честь политической партии современной Украины Народного движения Украины, согласно Решению Черниговского городского совета № 41/VIII-7 «Про переименование улиц в городе Чернигове» («Про перейменування вулиць у місті Чернігові»).

## Застройка
Улица пролегает в юго-западном направлении, меняя углы направления между более западным или более южным. Улица имеет по два ряда движения в обе стороны.
Начало улицы (до примыкания улицы Леонида Пашина) занято территорией промышленных (завод стройматериалов № 2), коммунальных (ПМК - передвижная механизированная колона, БРУ - строительные организации), складских (базы снабжения), специальных предприятий, кроме парной стороны от начала до примыкания улицы Дмитрия Самоквасова — многоэтажной жилой застройкой (5-9-этажные дома). После примыкания улицы Леонида Пашина парная сторона занята территорией промышленных (асфальтобетонный завод), коммунальных (АТП - автотранспортные), складских предприятий, непарная — не застроена. Западнее данного участка расположен район с индивидуальной застройкой Астра и село Павловка, конец улицы служит административной границей Черниговского горсовета с Черниговским районом.
Северо-западный угол улиц Циолковского и Леонида Пашина занимает урочище и городской лесопарк Подусовка — охранная зона памятника истории «Мемориальный комплекс в честь мирных жителей, расстрелянных фашистами: братские могилы 15000 мирных жителей, расстрелянных в 1941-1943 годах и памятник жертвам фашизма», открытый в 1975 году.
Учреждения:
1. дом № 6 — детсад № 2
2. дом № 8 — комплексная детско-юношеская школа № 2
3. дом № 9 — «Черниговглавснаб»
4. дом № 11 — завод стройматериалов № 2
5. дом № 30 — хлебозавод (Рига-хлеб)
6. дом № 41 — асфальтобетонный завод